# 永和镇 (正宁县)
永和镇，是中华人民共和国甘肃省庆阳市正宁县下辖的一个乡镇级行政单位。

## 行政区划
永和镇下辖以下地区：
上南村、寺村、于家庄村、樊村、安兴村、下南坡头村、罗儿沟圈村、房河村和城关村。